# Зелёный Гай (Одесская область)
Зелёный Гай (укр. Зелений Гай) — село, относится к Балтскому району Одесской области Украины.
Население по переписи 2001 года составляло 2 человека. Почтовый индекс — 66142. Телефонный код — (4866). Занимает площадь 0,3 км². Код КОАТУУ — 5120682203.

## Местный совет
66160, Одесская обл., Балтский р-н, с. Кармалюковка